# Espanya als Jocs Olímpics d'hivern de 2010
Espanya als Jocs Olímpics d'hivern de 2010 va estar representada als per divuit esportistes (deu homes i vuit dones) que competiren en set esports. El portador de la bandera a la cerimònia d'obertura dels Jocs Olímpics d'Hivern de 2010 fou la surfista de neu Queralt Castellet i en la de clausura fou l'esquiadora de fons Laura Orgué.
L'organisme responsable de la delegació olímpica fou el Comité Olímpico Español (COE), així com les dues federacions nacionals representants dels esports amb participació: la Federación Española de Deportes de Hielo i la Real Federación Española de Deportes de Invierno.
Entre els esportistes destacava la surfista de neu catalana Queralt Castellet que participava en la modalitat de mig tub. Malauradament no va poder lluitar per les medalles a causa d'una greu caiguda durant els entrenaments abans de la final per la qual s'havia classificat amb la tercera millor puntuació.

## Medaller
L'equip olímpic espanyol va aconseguir les següents medalles:
| Jocs Olímpics d'Hivern 2010 |    |       |        |       |
| Medalles                    | Or | Plata | Bronze | Total |
| Total                       | 0  | 0     | 0      | 0     |

## Esports
Dels 15 esports que el COI reconeix en els Jocs Olímpics d'hivern, la delegació espanyola va comptar amb representació en 7 mentre que en la resta no va obtenir la classificació.
| Núm.  | Esport             | Homes | Dones | Total |
| ----- | ------------------ | ----- | ----- | ----- |
| 1.    | Biatló             | –     | 1     | 1     |
| 2.    | Esquí acrobàtic    | –     | 1     | 1     |
| 3.    | Esquí alpí         | 2     | 3     | 5     |
| 4.    | Esquí de fons      | 3     | 1     | 4     |
| 5.    | Patinatge artístic | 1     | 1     | 2     |
| 6.    | Surf de neu        | 3     | 1     | 4     |
| 7.    | Tobogan            | 1     | –     | 1     |
| Total | Total              | 10    | 8     | 18    |

## Biatló
Vegeu Biatló als Jocs Olímpics d'hivern de 2010
| Esportista      | Esdeveniment      | Temps   | Penalitzacions (P+S) | Posició |
| --------------- | ----------------- | ------- | -------------------- | ------- |
| Victoria Padial | Esprint femení    | 24:55.5 | 2 (1+1)              | 87      |
| Victoria Padial | Individual femení | 56:41.8 | 8 (1+4+0+3)          | 86      |

## Esquí acrobàtic
Vegeu Esquí acrobàtic als Jocs Olímpics d'hivern de 2010
| Esportista    | Esdeveniment         | Ronda preliminar | Ronda preliminar | Vuitens de final | Quarts de final  | Semifinals       | Final / FC       | Final / FC       |
| Esportista    | Esdeveniment         | Temps            | Posició          | Posició          | Posició          | Posició          | Posició          | Resultat         |
| ------------- | -------------------- | ---------------- | ---------------- | ---------------- | ---------------- | ---------------- | ---------------- | ---------------- |
| Rocío Delgado | Camp a través femení | 1:22.67          | 31 Q             | 3                | No es classificà | No es classificà | No es classificà | No es classificà |

## Esquí alpí
Vegeu Esquí alpí als Jocs Olímpics d'hivern de 2010

### Masculí
| Esportista        | Esdeveniment   | Mànega 1 | Mànega 1 | Mànega 2         | Mànega 2         | Total            | Total            |
| Esportista        | Esdeveniment   | Temps    | Posició  | Temps            | Posició          | Temps            | Posició          |
| ----------------- | -------------- | -------- | -------- | ---------------- | ---------------- | ---------------- | ---------------- |
| Paul de la Cuesta | Descens        |          |          |                  |                  | 1:59.84          | 51               |
| Paul de la Cuesta | Eslàlom gegant | 1:20.06  | 35       | 1:23.16          | 33               | 2:43.22          | 32               |
| Paul de la Cuesta | Super Gegant   |          |          |                  |                  | 1:34.03          | 35               |
| Ferran Terra      | Combinada      | 1:56.12  | 25       | No acabà         | No acabà         | No es classificà | No es classificà |
| Ferran Terra      | Descens        |          |          |                  |                  | 1:58.85          | 44               |
| Ferran Terra      | Eslàlom gegant | No acabà | No acabà | No es classificà | No es classificà | No es classificà | No es classificà |
| Ferran Terra      | Super Gegant   |          |          |                  |                  | 1:32.75          | 27               |

### Femení
| Esportista        | Esdeveniment   | Mànega 1 | Mànega 1 | Mànega 2         | Mànega 2         | Total            | Total            |
| Esportista        | Esdeveniment   | Temps    | Posició  | Temps            | Posició          | Temps            | Posició          |
| ----------------- | -------------- | -------- | -------- | ---------------- | ---------------- | ---------------- | ---------------- |
| Andrea Jardí      | Eslàlom        | No acabà | No acabà | No es classificà | No es classificà | No es classificà | No es classificà |
| Andrea Jardí      | Eslàlom gegant | 1:20.41  | 42       | No acabà         | No acabà         | No es classificà | No es classificà |
| Andrea Jardí      | Super Gegant   |          |          |                  |                  | No acabà         | No acabà         |
| María José Rienda | Eslàlom gegant | 1:21.22  | 45       | 1:16.23          | 37               | 2:37.45          | 38               |
| Carolina Ruiz     | Descens        |          |          |                  |                  | 1:47.62          | 15               |
| Carolina Ruiz     | Super gegant   |          |          |                  |                  | 1:23.05          | 18               |
| Carolina Ruiz     | Eslàlom gegant | 1:19.17  | 35       | 1:15.90          | 35               | 2:35.07          | 34               |

## Esquí de fons
Vegeu Esquí de fons als Jocs Olímpics d'hivern de 2010

### Masculí
| Esportista        | Esdeveniment    | Temps     | Diferència | Posició  |
| ----------------- | --------------- | --------- | ---------- | -------- |
| Javier Gutiérrez  | 15 km masculins | 37:55.7   | +4:19.4    | 69       |
| Javier Gutiérrez  | 30 km masculins | 1:22:20   | +7:09.0    | 40       |
| Javier Gutiérrez  | 50 km masculins | No acabà  | No acabà   | No acabà |
| Diego Ruiz        | 15 km masculins | 37:31.8   | +3:55.5    | 65       |
| Diego Ruiz        | 50 km masculins | 2:17:49   | +12:14.3   | 44       |
| Vicenç Vilarrubla | 15 km masculins | 36:22.7   | +2:46.4    | 53       |
| Vicenç Vilarrubla | 30 km masculins | 1:19:48.2 | +4:36.8    | 31       |
| Vicenç Vilarrubla | 50 km masculins | 2:13:33.8 | +7:58.3    | 40       |

### Femení
| Esportista  | Esdeveniment   | Temps     | Diferència | Posició |
| ----------- | -------------- | --------- | ---------- | ------- |
| Laura Orgué | 10 km femenins | 27:09.4   | +2:11.0    | 38      |
| Laura Orgué | 15 km femenins | 42:38.3   | +2:40.2    | 27      |
| Laura Orgué | 30 km femenins | 1:38:18.3 | +7:44.6    | 36      |

## Patinatge artístic
Vegeu Patinatge artístic als Jocs Olímpics d'hivern de 2010
| Esportista       | Esdeveniment       | Programa curt | Programa curt | Programa lliure | Programa lliure | Total  | Total   | Total |
| Esportista       | Esdeveniment       | Punts         | Posició       | Punts           | Posició         | Punts  | Posició |       |
| ---------------- | ------------------ | ------------- | ------------- | --------------- | --------------- | ------ | ------- | ----- |
| Javier Fernández | Individual masculí | 68,69         | 16            | 137,99          | 10              | 206,68 | 14      |       |
| Sonia Lafuente   | Individual femení  | 49,74         | 22            | 83,77           | 21              | 133,51 | 22      |       |

## Surf de neu
Vegeu Surf de neu als Jocs Olímpics d'hivern de 2010
Migtub
| Esportista        | Esdeveniment | Ronda preliminar | Ronda preliminar | Ronda preliminar | Semifinals       | Semifinals       | Semifinals       | Final            | Final            | Final   |
| Esportista        | Esdeveniment | Mànega 1         | Mànega 2         | Posició          | Mànega 1         | Mànega 2         | Posició          | Mànega 1         | Mànega 2         | Posició |
| ----------------- | ------------ | ---------------- | ---------------- | ---------------- | ---------------- | ---------------- | ---------------- | ---------------- | ---------------- | ------- |
| Queralt Castellet | Femení       | 44,30            | 19,90            | 3 Q              |                  |                  |                  | No començà       | No començà       | 12      |
| Rubén Vergés      | Masculí      | 9,40             | 19,5             | 15               | No es classificà | No es classificà | No es classificà | No es classificà | No es classificà | 31      |

Camp a través
| Esportista       | Esdeveniment | Ronda preliminar | Ronda preliminar | Vuitens de final | Quarts de final  | Semifinals       | Final / FC       | Final / FC       |                  |
| Esportista       | Esdeveniment | Temps            | Posició          | Posició          | Posició          | Posició          | Posició          | Resultat         |                  |
| ---------------- | ------------ | ---------------- | ---------------- | ---------------- | ---------------- | ---------------- | ---------------- | ---------------- | ---------------- |
| Jordi Font       | Masculí      | No acabà         | No acabà         | −                | No es classificà | No es classificà | No es classificà | No es classificà | No es classificà |
| Regino Hernández | Masculí      | 1:25.90          | 31 Q             | 4                | No es classificà | No es classificà | No es classificà | No es classificà |                  |

## Tobogan
Vegeu Tobogan als Jocs Olímpics d'hivern de 2010
| Esportista      | Esdeveniment | Mànega 1 | Mànega 2 | Mànega 3 | Mànega 4         | Total   | Total |
| --------------- | ------------ | -------- | -------- | -------- | ---------------- | ------- | ----- |
| Ander Mirambell | Masculí      | 54.77    | 54.59    | 54.26    | No es classificà | 2:43.62 | 24    |